# Friheten förde oss hit
Friheten förde oss hit är en roman av den svenske författaren Gunnar Ardelius, första gången utgiven 2012 på Norstedts. Romanen är hans fjärde totalt och hans första för en vuxen publik.
Romanen nominerades till Tidningen Vi:s litteraturpris 2012 med motiveringen "Lågmält och med stor pregnans gestaltar Gunnar Ardelius ett intensivt mänskligt drama som kretsar kring närhet, avstånd och makt." Romanens titel anspelar på Liberias valspråk "Kärleken till frihet förde oss hit".

## Handling
Romanen tar avstamp i en verklig händelse i Liberia 1966 då en vild gruvstrejk utbröt och som skildrades i ett uppmärksammat TV-reportage där man särskilt uppmärksammade den brutala hanteringen av arbetarna. Romanen skildrar en svensk familj som i slutet av 1960-talet reser till Liberia, där fadern fått arbete som personalchef för det svenska gruvföretaget Lamco (Liberian American Swedish Mining Company).

## Mottagande
Aase Berg recenserade boken i Dagens Nyheter tillsammans med Helena Thorfinns Innan floden tar oss. Berg menade att Ardelius i sin roman "problematiserat den naiva polaritet där valet står mellan att bli lik den andre eller att ta avstånd från honom, det vill säga att överplaska i svallande godhet respektive att svartmåla, frukta och utnyttja." Hon menade att Ardelius hela tiden balanserar "på klichéernas rand", men berömde honom för hans bildspråk och rollfigurerna.
I Svenska Dagbladet recenserades boken av Magnus Persson. Persson menade att Ardelius "skrivit en viktig och tankeväckande bok om ett bortglömt och inte så vackert kapitel i svensk nutidshistoria". Persson ansåg att Ardelius skildrar "tiden, miljön och stämningarna skickligt", men att "det finns något som skaver i läsupplevelsen". Han menade att det är svårt att känna något för familjen som skildras, som han menade "tycks lida av svår narcissism och alienation". Han fortsatte: "Men denna alienation relateras inte tillräckligt till mötet med den afrikanska verkligheten utan framstår snarare som ett slags tidlöst psykiskt grundfundament." Han menade också att "de politiska och etiska frågorna riskerar att träda tillbaka och att den historiska verklighet som skildras ibland får karaktären av utbytbar fond i ett inre psykiskt drama". Slutligen lyfte han fram flera scener från romanen som han upplevde som starka (strejken, fängslandet av sonen och familjens boy), vilka han menade är "estetiskt övertygande och moraliskt uppfordrande".
Göteborgs-Postens recensent Ingrid Bosseldal lovordade boken och kallade den "en lågmäld dyrgrip, oavbrutet gripande och mycket vemodig." Hon skrev att "kvinnoporträtten hos Ardelius skälver" och att mansporträtten är "undflyende". Hon menade också att "Friheten förde oss hit är en text som inte dömer, den är innehållsligt stämd i elegisk moll men stilistiskt harmonisk, den rör sig in i människorna, ut mellan dem, in i tomrummen, detaljerna, återblickarna, drömmarna."

## Utgåvor
- Friheten förde oss hit. Stockholm: Norstedt. 2012. Libris 12346030. ISBN 978-91-1-302890-3
- Friheten förde oss hit [Elektronisk resurs]. Norstedts. 2012. Libris 12504573. ISBN 9789113038254
- Friheten förde oss hit. Lund: Btj. 2012. Libris 13754644
- Friheten förde oss hit (Pocketutg.). Stockholm: Norstedt. 2013. Libris 13855338. ISBN 9789113049540